# Legislativversammlung der Stadt Sewastopol
Die Legislativversammlung der Stadt Sewastopol (russisch Законодательное собрание города Севастополя Sakonodatelnoje sobranije goroda Sewastopolja) ist das Regionalparlament des russischen Föderationssubjekts Sewastopol, das 2014 annektiert wurde.

## Geschichte
Im Zuge der russischen Annexion Sewastopols im März 2014 beschloss der 2010 gewählte Stadtrat von Sewastopol am 17. März 2014 die Umbenennung des Stadtrats in Legislativversammlung der Stadt Sewastopol.
Die erste Wahl war die Wahl der Legislativversammlung am 14. September 2014, bei der Einiges Russland eine absolute Mehrheit erhielt.
Ursprünglich wählte die Legislativversammlung den Gouverneur von Sewastopol. Im November 2016 beschloss sie jedoch, dass dieser künftig von den Bürgern Sewastopols gewählt wird.
Bei der Wahl der Legislativversammlung 2019 musste Einiges Russland starke Einbußen hinnehmen, erhielt aber dennoch eine absolute Mehrheit der Mandate.

## Wahlrecht
Die Zusammensetzung der Legislativversammlung wird mit einem Grabenwahlsystem bestimmt. Von den 24 Abgeordneten werden 16 nach Verhältniswahl über Listen und 8 nach Mehrheitswahl in Wahlkreisen gewählt. Scheidet ein über eine Liste gewählter Abgeordneter aus, rückt die nächste Person auf der Liste nach. Scheidet ein in einem Wahlkreis gewählter Abgeordneter aus, so findet dort eine Nachwahl statt. Die Abgeordneten werden für fünf Jahre gewählt.

## Vorsitzende
| Name                  | Amtszeit                                 |
| --------------------- | ---------------------------------------- |
| Alexei Tschaly        | 22. September 2014 bis 22. März 2016     |
| Jekaterina Altabajewa | 6. September 2016 bis 14. September 2019 |
| Wladimir Nemzew       | seit 14. September 2019                  |